# ديليب سينها
ديليب سينها (بالإنجليزية: Dilip Sinha)‏ هو دبلوماسي هندي، ولد في 8 نوفمبر 1954.